# Simfonija br. 1 (Brams)
Simfonija broj 1. c - moll, opus 68, Johanesa Bramsa.

## Bitna obeležja
Bramsova Prva Simfonija, s pravom se smatra i za „Betovenovu Desetu”, jer zaista, da je Betoven poživeo malo duže, sa puno osećaja i preciznosti bi napisao jedno ovakvo simfonijsko delo. Rad na njoj, Brams je započeo već 1854, a dovršio ju je i ona je premijerno izvedena tek 1876. godine. Zbog osnovnog tonaliteta, zovu je i Bramsova Patetična, a vremenska razlika od 22 godine, od početka rada, do svetske premijere, nije ostavila nikakvog značajnijeg traga na njen karakter i muzičke zamisli. Betovenska etika borbe i pobede, prisutna je i u ovom delu, ali saglasno Bramsovom duhu, više lirski obrađena. Četiri njena stava obrazuju celinu trajanja 41 minut.

## Analiza dela
Prvi stav je Un poco sostenuto - Allegro. U snažnom uvodu, hromatska tema u violinama, potcrtana tremolom ostalih izvođača i timpana, deluje kao motiv sudbine. Na njega se nadovezuje sonatni stav, a njegovu prvu temu karakteriše sinkopirani 6/8 takt i ponešto ljuljuškavi karakter koji tom motivu sudbine daje više prizvuk žaljenja. Drugu temu predvodi oboa i ona ima ponešto sanjalački karakter, čime se dodatno gubi na herojskom karakteru početka. Sledi i pastoralna sporedna tema, kroz dijalog roga i klarineta. Ali, razvojni deo stava podiže sučeljavanje tema na dramatični nivo, a nastupa i religiozna, koralna tema (slovo H u partituri). Prema završetku, nakon repriziranja tematskog materijala, stav polako zamire, završavajući se u prizvuku sete.
Drugi stav je Andante sostenuto i počinju ga fagot i prva violina. Violine zatim vode glavnu reč, ali stav zadržava osećajni karakter, preko nežne pesme oboe, a zatim preko violine i roga, te se ona uliva u smirenu završnicu stava.
Treći stav je kratki Un poco allegretto e grazioso koji ne deluje kao skerco, već je to jedan srdačan, umereno razgran, ali i potresan stav, koga vode klarineti u tercnom kretanju. U centralnom delu, graciozno koncertiraju drveni duvači i gudači, a u slobodnoj reprizi prvog dela stava, klarineti nastupaju zajedno sa violinama.
Opsežan finale je i vrhunac simfonije. Najpre nastupa lagani uvod - Adagio - koji podseća na uvod u prvi stav i nabujava u burni Allegro, koji se ponovo smiruje u piu andante. Tu rog donosi jedan dramatičan signal, na koji tromboni odgovaraju jednim koralom. Nastupa glavni deo finala, moćni Allegro non troppo, ma con brio, gde se betovenski junak ponovo nalazi u žaru borbe, dovodeći je do velelepne pobede. Počinju ga rogovi i gudači jednim maršem, na šta se nadovezuje druga tema - animato - (valja primetiti da je stav u veoma kompleksnom sonatnom obliku) i prelazi u intermeco koji predvode oboa i gudači. Na to se muzički materijal ponovo rasplamsava u razvojnom delu i reprizi, prerastajući u završnu borbu i pobedu betovenskog titana, kroz dramatične pokrete u čitavom orkestru. U ponešto razvučenoj, ali kolosalnoj završnoj kodi, blista pobeda u svom punom sjaju.

## Interpretacije
Simfonija je za sve svetske orkestre vrlo zahvalno delo, te se izvodi svuda u svetu, dajući redovno uspele interpretatore, među svim poznatim i priznatim dirigentima prošlosti i današnjice. Bramsovu Prvu Simfoniju do sada su sa uspehom izvodili:
- Berlinska Filharmonija, dirigent: Herbert fon Karajan.
- Mađarski Državni Orkestar, dirigent: Đerđ Lehel.
- Mađarski Državni Orkestar, dirigent: Ivan Fišer.
- Nacionalni Simfonijski Orkestar RAI iz Torina, dirigent: Rafael Fribek de Burgos.
- Simfonijski Orkestar Radio Televizije Beograd, dirigent: Alkis Baltas.
- Simfonijski Orkestar Radio Televizije Beograd, dirigent: Vančo Čavdarski.
- Beogradska Filharmonija, dirigent: Uroš Lajovic.

## Literatura
- Brahms, Johannes. With an introduction by Margit L. McCorkle. Symphony no. 1 in C minor, op. 68 : the autograph score. New York : Pierpont Morgan Library in association with Dover Publications, c. 1986.  978-0-486-24976-6.
- Frisch, Walter. Brahms: The Four Symphonies New Haven: Yale University Press (2003): 45–66
- MacDonald, Malcolm. Brahms New York: Schirmer Books (1990): 245–250
- Notes to a concert at the Kennedy Center, with information about the first performance of the work
- Simrock, Brahms and Brahms' working habits

## Spoljašnje veze
- Symphony No. 1: Песме на сајту IMSLP (језик: енглески)